# Малая Куликовка
Малая Куликовка — деревня в Орловской области России. 
В рамках административно-территориального устройства входит в Большекуликовский сельсовет Орловского района, в рамках организации местного самоуправления — в Орловский муниципальный округ.

## География
Расположена в 6 км от восточной окраины города Орёл (ул. Ливенская).
В малой Куликовке 10 улиц (Верхняя, Дорожная, Майская, Новая, Орловская, Полевая, Садовая, Цветочная, Центральная, Шоссейная) и 5 переулков (Бархатный, Орловский, Полевой, Светлый, Строительный).

## Население
| 2002 | 2010 |
| ---- | ---- |
| 647  | ↘591 |

Согласно результатам переписи 2002 года, в национальной структуре населения русские составляли 98 % от жителей.

## Инфраструктура
Школа построена в 1976 году. Обучение с 1-го по 11 класс. На 2019 год в школе обучается приблизительно 180 учеников + пед. коллектив (прибл 20 чел.)
Детский сад — построен в 2014 году.
Два магазина: «Пятёрочка» и «Всё для Вас».

## Транспорт
Автобусы: колхоз Россия, Новодмитровка, Становой Колодезь, Редькино, Хотетово.

## История
С 2004 до 2021 гг. в рамках организации местного самоуправления деревня входила в Большекуликовское сельское поселение, упразднённое вместе с преобразованием муниципального района со всеми другими поселениями путём их объединения в Орловский муниципальный округ.